# クヴィト島

最東端にあるのがクヴィト島である

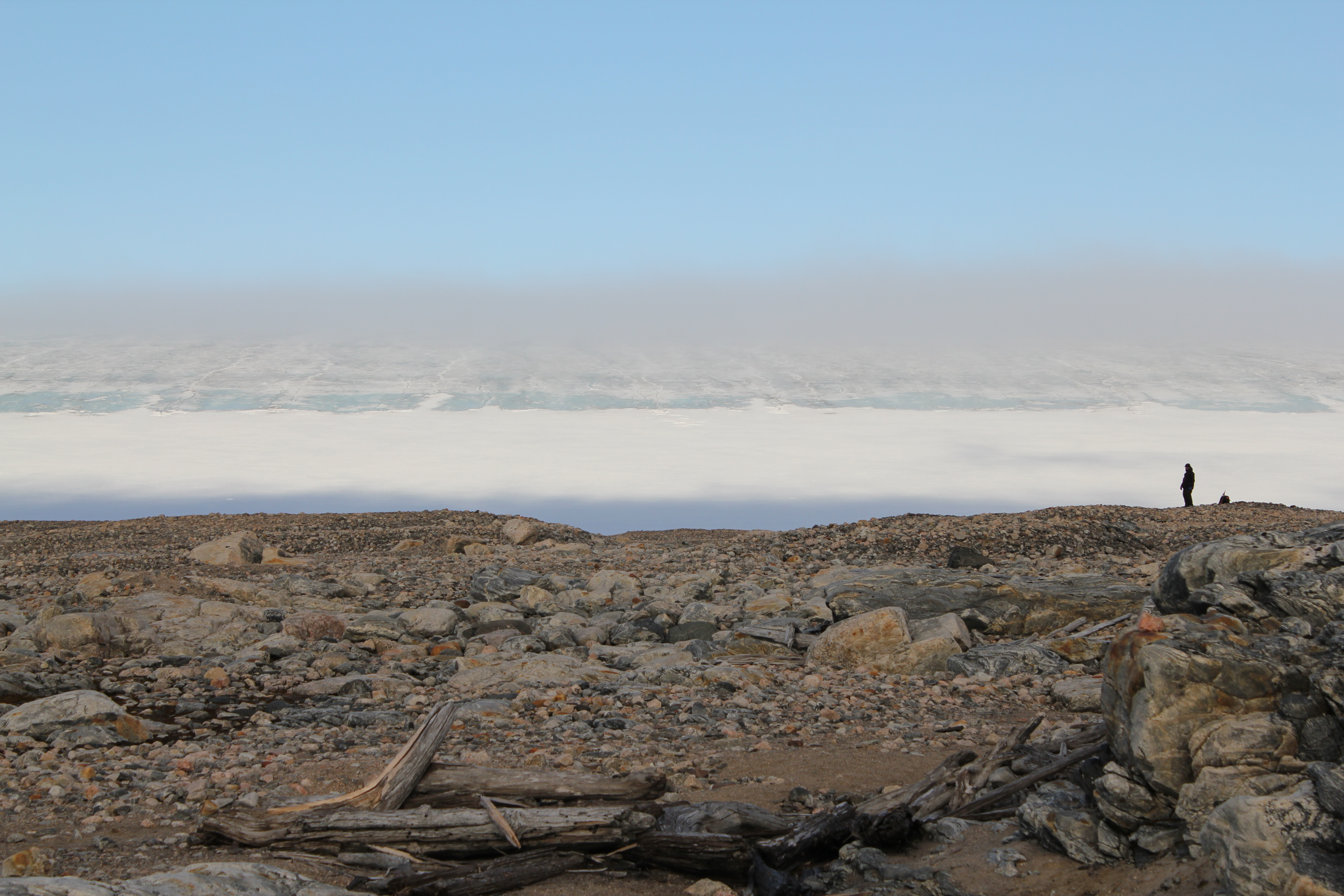
クヴィト島

クヴィト島 (クヴィトとう、ノルウェー語: Kvitøya) はノルウェーのスヴァールバル諸島最東端にある無人島である。面積は682km2。最高点は410m。ロシア領のビクトリア島までの距離は98kmである。
島はほとんどが氷帽 (Kvitøyjøkulen) に覆われている。1707年にオランダ人により発見されGlileslandと名付けられ、何世紀にもわたり様々な形状、位置で地図上に記されていた。現在の島名は1876年にトロムソの捕鯨者Johan Kjeldsenが名付けたもので、「白い島」の意である。
1897年に気球で北極圏踏破を目指したスウェーデンの探検家サロモン・アウグスト・アンドレーら3名が遭難死した地としても知られ、現在は記念碑が立てられている。